# Myriam Bru
Myriam Bru (París, 20 de abril de 1932) es una actriz francesa. Hizo 16 películas entre 1952 y su matrimonio, cuando se retiró de la actuación para criar a su familia.

## Biografía
Nació en París en 1932. Su padre judío fue asesinado por los nazis en Auschwitz-Birkenau.
Después de un pequeño papel no acreditado en Rendezvous in July de Jacques Becker (1949), tuvo su primer papel acreditado en la historia policíaca de Richard Pottier Ouvert contre X (1952). Más tarde ese mismo año hizo su primera película italiana, la cinta debut de Gian Paolo Callegari como director: Eran trecento .... Los años siguientes apareció en varias películas italianas, incluyendo dos de las películas de Carmine Gallone sobre compositores famosos, Puccini (1953) y Casa Ricordi (1954), y Vacanze a Ischia (1957) de Mario Camerini.
En 1957 viajó a Alemania para hacer su primera película alemana para el veterano director Rolf Hansen: Auferstehung (basada en la novela homónima de León Tolstoy). En el set conoció al galán alemán Horst Buchholz, y al año siguiente se casaron en Londres. Su última película, realizada poco antes de casarse, fue Nella città l'inferno de Renato Castellani, donde interpretó a una prisionera junto a las actrices Anna Magnani y Giulietta Masina. Después de que sus hijos crecieran, se convirtió en agente de teatro en París.

## Vida personal
Myriam fue esposa del actor alemán Horst Buchholz, con quien estuvo casada desde 1958 hasta la muerte del actor en 2003. Bru y Buchholz tuvieron dos hijos, de los cuales uno es el actor alemán Christopher Buchholz.

## Filmografía
- The Case Against X (1952)
- They Were 300 (1952)
- Une fille dans le soleil (1953)
- Puccini (1953)
- I Always Loved You (1953)
- What Scoundrels Men Are! (1953)
- The Two Orphans (1954)
- House of Ricordi (1954)
- The Lovers of Manon Lescaut (1954)
- Of Life and Love (1954)
- 100 Years of Love (1954)
- Appassionatamente (1954)
- Il padrone sono me (1955)
- Holiday Island (1957)
- Auferstehung (1958)
- Caged (1959)